# You+Me
You+Me é um duo de música popular que consiste no músico e compositor canadense Dallas Green, mais conhecido como City and Colour, e a cantora e compositora americana Alecia Moore, mais conhecida como P!nk. Seu álbum de estréia, intitulado Rosa Ave, foi lançado em 14 de outubro de 2014, pela RCA Records. O primeiro single promocional do álbum, "You and Me", estreou em seu canal Vevo no dia 8 de setembro de 2014.

## História

### Parceria
A balada folk é uma parceria de Pink com Dallas Green, que depois de liderar a banda Alexisonfire lançou quatro discos solo como City and Colour, e fará parte do disco “Rose Ave.”, cujo lançamento está programado para 14 de outubro pela RCA.
Green já havia aberto uma série de shows da colega - que inclusive está utilizando o nome de batismo, Alecia Moore, nos anúncios do projeto - na turnê de “The Truth About Love”. A dupla se conheceu através do marido de Pink, Carey Hart, e sentiu uma conexão imediata, e “depois de meses de colaboração fazendo música juntos” se sentiram “finalmente prontos” para compartilhar o resultado.
De acordo com um press release, Pink convidou Dallas para gravar apenas uma ou duas canções em Los Angeles e grande parte do disco ficou pronta em apenas uma semana. Você pode conferir repertório de “Rose Ave.” Logo depois do lyric video de “You and Me”.

### Rose Ave
O álbum de estréia da dupla se chama Rose Ave e foi lançado em 14 de outubro de 2014. O trabalho foi iniciado e produzido por Moore e Green. Eles haviam considerado liberando a música de forma independente; no entanto, a fim de atingir um grande público e por preocupações legais o álbum foi lançado pelo selo de Moore RCA Records. O álbum alcançou o número um no Canadá e no número quatro nos Estados Unidos, os países de origem dos os artistas.

## Discografia

### Álbuns
| Título    | Detalhes do álbum                                                                    | Pico e Posições | Pico e Posições | Pico e Posições | Pico e Posições | Pico e Posições | Pico e Posições | Pico e Posições | Pico e Posições | Pico e Posições | Pico e Posições | Certificações           |
| Título    | Detalhes do álbum                                                                    | US              | AUS             | CAN             | GER             | AUT             | IRE             | NLD             | NZ              | SWI             | UK              | Certificações           |
| --------- | ------------------------------------------------------------------------------------ | --------------- | --------------- | --------------- | --------------- | --------------- | --------------- | --------------- | --------------- | --------------- | --------------- | ----------------------- |
| Rose Ave. | - Lançado: 14 de Outubro, 2014 - Gravadora: RCA - Formatos: LP, CD, download digital | 4               | 2               | 1               | 6               | 7               | 12              | 12              | 7               | 7               | 10              | - ARIA: Ouro - MC: Ouro |